# プロパガンダ (バンド)
プロパガンダ（Propaganda）は、ドイツ出身の男2人女2人という4人組のニュー・ウェイヴ・バンド。

## 概要
デュッセルドルフでディ・クルップスのメンバーだったラルフ・ドーパーが結成。クラウディア・ブルッケンをフロント・ボーカリストに1983年にトレヴァー・ホーンのZTT・レーベルからデビュー。
その後、ZTTと版権問題がこじれたため契約を破棄し、バンドは活動停止状態となったが、ベッツィ・ミラーをボーカルに迎えて、ヴァージン・レーベルから1990年に『1234』をリリースした。しかしながら、間もなくして解散している。
2005年に再結成。2018年にはクラウディア・ブルッケンとスザンヌ・フライタッグがデュオとして活動を開始。xプロパガンダの名義でアルバム『The Heart Is Strange』をZTTから発表している。

## ディスコグラフィ

### スタジオ・アルバム
- 『ア・シークレット・ウィッシュ』 - A Secret Wish (1985年、ZTT)
- 『ウィッシュフル・シンキング』 - Wishful Thinking (1985年、ZTT) ※リミックス・アルバム
- 『ワン・トゥー・スリー・フォー』 - 1234 (1990年、Virgin)
- 『プロパガンダ』-Propaganda (2024年、Bureau B)

### コンピレーション・アルバム
- 『アウトサイド・ワールド』 - Outside World (2002年)
- Noise and Girls Come Out to Play (2012年)
- The Best of Propaganda (2013年)

### シングル
- 「マブーセ」 - "Dr. Mabuse" (1984年)
- 「不思議の国のデュエル」 - "Duel" (1985年)
- 「P-マシナリー」 - "p:Machinery" (1985年)
- "Heaven Give Me Words" (1990年)
- 「愛の言葉を」 - "Only One Word" (1990年)
- 「愛の証」 - "How Much Love" (1990年)
- "Your Wildlife" (1990年)
- "Valley of the Machine Gods" (2006年)
- "Tipping Point" (2024年)